# Lactobacillus farciminis
Lactobacillus farciminis è una specie di batterio appartenente alla famiglia delle Lactobacillaceae.